# Campió de campions
Campió de campions (títol original: L'As des as) és una comèdia franco-alemanya dirigida per Gérard Oury, Estrenada el 27 d'octubre de 1982. Ha estat doblada al català.

## Argument
El 1916, durant la Primera Guerra Mundial, dos pilots d'avió, el francès Jo Cavalier i l'alemany Günther von Beckmann s'enfronten. Després de caure, els dos homes es baten, però es salven mútuament la vida. Vint anys més tard, el 1936, Jo ha esdevingut l'entrenador de l'equip francès de boxa, equip que ha d'anar a Berlín per participar en els Jocs olímpics, en una Alemanya que viu sota el règim nazi d'Adolf Hitler.

## Repartiment
- Jean-Paul Belmondo: Jo Cavalier
- Marie-France Pisier: Gabrielle Delcourt
- Rachid Ferrache: Simon Rosenblum
- Frank Hoffman: Günther von Beckmann
- Günter Meisner: Adolf Hitler/Angela Hitler
- Benno Sterzenbach: Un comissari de la Gestapo
- Florent Pagny: Un boxejador
- Stéphane Ferrara: Un boxejador
- Yves Pignot: Emile
- Jean-Roger Milo: Lucien
- Maurici Auzel: El entrenador de boxa
- Michael Gahr: Brückner
- Martin Umbach: Lazare Rosenblum
- Sonja Tuchmann: Sarah Rosenblum

## Al voltant de la pel·lícula
El 1980, Gérard Oury sotmet a Jean-Paul Belmondo la idea d'una comèdia al voltant de la boxa en el temps del nazisme. La història no està encara escrita, però la idea agrada a l'actor que dona el seu vistiplau. Alguns mesos més tard, Belmondo és fascinat pel guió coescrit per Gérard Oury i la seva filla Danièle Thompson: « Si no es detesta la paradoxa, es pot afirmar que l'As dels asos explica una història veritable, fora del detall que tot ha estat inventat ! ». Ell coprodueix la pel·lícula i renuncia íntegrament al seu catxet perquè té « el desig de'estigmatitzar amb el to lleuger de la comèdia, l'antisemitisme i la intolerància ».
És la primera pel·lícula difosa per la nova cadena encriptada i privada a França: Canal +.
L'escena de l'arribada del tren a l''estació de Berlín es treta de la pel·lícula de Fred Zinnemann, Julia.

## Rebuda públic i crítica
L'As dels asos és un gran èxit de públic, arribant als cinc milions i mig d'espectadors a França, cosa que constituirà un rècord per Jean-Paul Belmondo. Per contra, la rebuda de la crítica és menys entusiasta, Belmondo no vol mostrar la pel·lícula als periodistes abans la seva estrena en sales. Recull tanmateix excel·lents crítiques per part de François Chalais en Le Figaro Magazine i de Marc Esposito en Première. La pel·lícula suscita una polèmica pel fet d'estrenar-se quasi simultàniament amb Une chambre en ville, de Jacques Demy. Aquest últim llargmetratge resulta ser un fracàs comercial, mentre que la pel·lícula de Gérard Oury assoleix un gran èxit. En el Télérama del 10 de novembre de 1982, vint-i-tres crítics de cinema publiquen un text comparant els resultats de les dues pel·lícules i deplorant que el  . de la pel·lícula de Demy sigui distorsionat per  . l'aixafament informatiu i publicitari de les pel·lícules preconcebudes per l'èxit ». La polèmica no toca el gran públic, però suscita el malestar de Jean-Paul Belmondo, que respon amb un text titulat Carta oberta als talladors de caps:
Jacques Demy és el primer sorprès d'aquesta polèmica i no situa el fracàs de la seva pròpia pel·lícula en el compte de l'èxit de Gérard Oury.